# Sapojnikovita
La sapojnikovita o sapozhnikovita és un mineral de la classe dels silicats que pertany al grup de la sodalita. Rep el nom del mineralogista i cristal·lògraf rus Anatoli Nikolàievitx Sapójnikov (n. 1946).

## Característiques
La sapojnikovita és un silicat de fórmula química Na₈(Al₆Si₆O24)(HS)₂. Va ser aprovada com a espècie vàlida per l'Associació Mineralògica Internacional l'any 2021, sent publicada l'any 2022. Cristal·litza en el sistema isomètric. La seva duresa a l'escala de Mohs és 5,5.
L'exemplar que va servir per a determinar l'espècie, el que es coneix com a material tipus, es troba conservat a les col·leccions del Museu Mineralògic Fersmann, de l'Acadèmia de Ciències de Rússia, a Moscou (Rússia), amb el número de registre: 5693/1.

## Formació i jaciments
Va ser descoberta al mont Karnasurt, dins el districte de Lovozero (óblast de Múrmansk, Rússia), en forma de grans aïllats de fins a 5 mm de mida. Aquest és l'únic indret de tot el planeta on ha estat descrita aquesta espècie mineral.